# Lysings och Göstrings domsaga
Lysings och Göstrings domsaga var en domsaga i Östergötlands län, bildad 1850 ur delar av Aska och Göstrings häraders domsaga och Dals och Lysings häraders domsaga. 
Domsagan lydde under Göta hovrätt och omfattade häraderna Lysing och Göstring. 1 januari 1924 upplöstes domsagan och dess verksamhet överfördes till Mjölby domsaga.

## Tingslag

### Före 1919
- Lysings tingslag
- Göstrings tingslag

### Från 1919
- Lysings och Göstrings tingslag

## Häradshövdingar
- 1850–1860 Lars Petter Eneqvist
- 1860–1880 Johan Olof Söderholm
- 1880–1889 Simzon Koch
- 1890–1905 Carl Landegren
- 1905–1923 Erik Petersson